# Veïnat de Pins
Veïnat de Pins – miejscowość w Hiszpanii, w Katalonii, w prowincji Barcelona, w comarce Maresme, w gminie Argentona.
Według danych INE z 2004 roku miejscowość zamieszkiwało 40 osób.